# Judenrat
Judenrat (nemško Judenrat, mn. Judenräte, poslovenjeno Judovski svet) je bila med drugo svetovno vojno upravna agencija, ki jo je nacistična Nemčija vsilila judovskim skupnostim po vsej okupirani Evropi, predvsem v nacističnih judovskih getih. Nemci so od Judov zahtevali, da oblikujejo judenrat v vsaki skupnosti na okupiranih ozemljih.
Judenrat je bil vsiljen posrednik, ki ga je nacistična državna uprava uporabljala za nadzor večjih judovskih skupnosti. V nekaterih getih, kot sta bila v Lodžu in Terezinu, so Nemci svete imenovali Judovski svet starešin (Jüdischer Ältestenrat ali Ältestenrat der Juden). Same judovske skupnosti so že v srednjem veku ustanavljale svete za samoupravo. Imenovali so jih Kahal (קהל) ali Kehillah (קהילה), medtem ko so nemške oblasti zanje na splošno uporabljale izraz Judenräte.

## Nacistična razmišljanja o pravnem položaju Judov
Struktura in naloge  Judovskih svetov pod nacističnim režimom so se zelo razlikovale, pogosto odvisno od tega, ali so bile namenjene posameznemu getu, mestu ali celotni regiji. Pristojnosti na celotnem okupiranem ozemlju je, tako kot v sami Nemčiji, ohranilo 'Reichsvereinigung der Juden in Deutschland' (Reichovsko združenje Judov v Nemčiji), ustanovljeno 4. julija 1939.
V začetku aprila 1933, kmalu zatem, ko je oblast v Nemčiji prevzela nacionalsocialistična vlada, je bilo predstavljeno poročilo nemške vladne komisije za boj proti Judom. Poročilo je priporočilo ustanovitev 'Združenja Judov v Nemčiji' (Verband der Juden in Deutschland), v katero bi bili prisiljeni včlaniti se vsi Judje v Nemčiji. Odgovornost za Združenje naj bi prevzela Nemška ljudska straža, ki jo je imenoval Reichskanzler. Za vodenje Združenja je bil predviden 25-članski svet, imenovan Judenrat. Na poročilo se uradno niso odzvali.
Izraelski zgodovinar Dan Michman je menil, da je komisija, ki je obravnavala pravni položaj in vzajemne odnose  Judov in Nejudov, za izraz Judenräte verjetno zavestno segla v srednji vek, z očitnim namenom razveljaviti judovsko emancipacijo in asimilacijo in vrniti Jude na položaj, ki so ga imeli v srednjem veku.

## Okupirana ozemlja
Prvi Judovski sveti izven Nemčije so bili ustanovljeni že med napadom na Poljsko 21. septembra 1939 na ukaz Reinharda Heydricha. Kasneje so jih ustanovili tudi na okupiranem ozemlju Sovjetske zveze. Služili naj bi kot orodje za uveljavljanje protijudovskih predpisov in zakonov okupacijske vojske v zahodnih in osrednjih območjih Poljske in niso imeli nobenih lastnih pooblastil. V idealnem primeru naj bi bili v lokalni Judovski svet vključeni rabini in druge vplivne osebe iz lokalne judovske skupnosti, kar bi nemškim oblastem olajšalo uveljavljanje svojih zakonov.
Naslednji Judovski sveti so bili ustanovljeni 18. novembra 1939 na ukaz Hansa Franka, generalnega guvernerja okupirane Poljske. Za judovske skupnosti z 10.000 ali manj člani naj bi sveti imeli 12 članov, za večje judovske skupnosti pa do 24 članov. Svoje svete naj bi izvolile judovske skupnosti, do konca leta 1939 pa naj bi izvolile tudi izvršilno in pomožno izvršilno oblast. Rezultate volitev so morale skupnosti predložiti v potrditev nemškemu mestnemu ali okrožnemu nadzornemu uradniku. Sveti, čeprav teoretično demokratično izvoljeni, so bili v resnici pogosto določeni s strani okupatorjev. Medtem ko je nemški okupator le minimalno sodeloval pri glasovanju, so tisti, ki so jih Nemci vnajprej izbrali, udeležbo pogosto zavrnili, da jih okupatorji ne bi izkoriščali. V svet so bili praviloma izvoljeni tradicionalni predstavniki skupnosti, s čimer se je ohranila kontinuiteta skupnosti.

## Naloge
Nacisti so si sistematično prizadevali oslabiti odporniški potencial in priložnosti Judov Srednje in Vzhodne Evrope. Zgodnji Judovski sveti so morali predvsem poročati o številu svojih članov, počistiti stanovanja in jih predati oblastem,  izbirati delavce za prisilno delo, zapleniti dragocenosti ter pobrati davek in ga predati Nemcem. Neupoštevanje predpisov je pomenilo tveganje kolektivnih kazni ali drugih ukrepov. Poznejše naloge Judovskih svetov  so vključevale predajo članov svojih  skupnosti za deportacijo. Ta politika in sodelovanje z državnimi oblastmi sta pripeljala do množičnega umiranja Judov in zaradi minimalnega odpora z malo nemškimi žrtvami. Jude pod strogim nacističnim nadzorom in brez orožja so nacisti zlahka ubijali ali zasužnjili. Žalost zaradi katastrofalno velikega števila mrtvih zaradi pomanjkanja odpora je vodila do reka "nikoli več".
Zaradi strogih ukrepov okupatorja in drugih omejitev so judovske skupnosti trpele veliko pomanjkanje. Zgodnji Judovski sveti so zato poskušali organizirati lastne storitvene dejavnosti: razdeljevanje hrane, postaje za pomoč v stiski, domove za ostarele, sirotišnice in šole. Obenem so skušali v okviru izrednih omejitev delovati proti vsiljenim ukrepom okupatorja in si izboriti čas. Eden od načinov zavlačevanja je bil zavlačevanje prenosa in izvajanja ukazov ter izigravanje nasprotujočih si zahtev konkurenčnih nemških interesov. Svoja prizadevanja so Nemcem predstavili kot nepogrešljiva za upravljanje judovske skupnosti. Poskušali so izboljšali oskrbo Judov in spodbuditi Nemce k razveljavitvi kolektivnih kazni.
Vse to je imelo zelo omejene pozitivne rezultate. Na splošno zelo težko stanje je  pogosto privedlo do nepoštenih dejanj, kot so dajanje prednosti, prilizovanje in protekcionizem. Člani skupnosti so zato hitro postali zelo kritični ali so celo odkrito nasprotovali svojemu Judovskemu svetu. 
Tadeusz Piotrowski navaja preživelega Juda Baruha Milcha, ki pravi: "Judovski svet je postal instrument v rokah Gestapa za iztrebljanje Judov ... Ne poznam niti enega primera, ko bi Judovski svet pomagal kakšnemu Judu in pri tem ne iskal svojih interesov." Piotrowski ob tem opozarja, da gre za je Milchovo osebno pripoved o  določenem kraju in času, in da  vedenje članov Judovskih svetov ni bilo povsod enako.
Medtem ko so nekateri poznavalci institucijo Judovskih svetov opisali kot kolaboracionistično, ostaja vprašanje, ali je sodelovanje v Judovskem svetu pomenilo kolaboriranje z Nemci, še danes sporno.

## Geti
Judovski sveti so bili posredniki med nacističnimi okupatorji in svojimi judovskimi skupnostmi in  odgovorni za notranjo upravo getov. Na splošno so bili člani Judovskih svetov elita svojih skupnosti. Judovski svet je pogosto imel skupino za notranjo varnost in nadzor in judovsko policijo (nemško Jüdische Ghetto-Polizei ali Jüdischer Ordnungsdienst). Pogosto so poskušali organizirati tudi službe, kakršne so imela mesta, ko pa so Nemci od njih zahtevali oddajo članov skupnosti na prisilno delo ali izgon v koncentracijska taborišča, se je njihov položaj spremenil v položaj sodelavcev nemškega okupatorja. Upreti se takšnim ukazom je pomenilo tveganje usmrtitve po hitrem postopku ali hitre zamenjave in vključitve v naslednji transport v koncentracijsko taborišče.
V številnih primerih, kot sta bila geto Minsk in geto Łachwa, so Judovski sveti  sodelovali z odporniškim gibanjem, večinoma pa so sodelovali z Nemci. Mnenje, da so Judovski sveti sodelovali v holokavstu, so izpodbijali zgodovinarji holokavsta, vključno z Isaiahom Trunkom v njegovi knjigi iz leta 1972 z naslovom Judenrat: Judovski sveti v vzhodni Evropi pod nacistično okupacijo. Preučevalec holokavsta Michael Berenbaum povzema Trunkovo raziskavo in meni: "V končni analizi Judovski sveti niso imeli nobenega vpliva na grozljiv izid holokavsta; nacistični stroj za uničevanje je bil sam odgovoren za tragedijo in Judje na zasedenih ozemljih, zlasti na Poljskem, so bili preveč nemočni, da bi to preprečili."[mrtva povezava]